# Macroptilium supinum
Macroptilium supinum là một loài thực vật có hoa trong họ Đậu. Loài này được (Wiggins & Rollins) A. Delgado & L. Torres-Colin miêu tả khoa học đầu tiên năm 1995.